# Redeemer of Souls
Albums de Judas Priest
A Touch of Evil: Live
(2009) Battle Cry
(2016)
Redeemer of Souls est le dix-septième album studio du groupe de heavy metal Judas Priest. C'est le premier album du groupe avec le guitariste Richie Faulkner, qui remplace K. K. Downing.
L'album est sorti en version standard ainsi qu'en version deluxe contenant 5 titres supplémentaires sur un deuxième CD.
Après s'être lancé dans son projet le plus ambitieux avec l'album-concept Nostradamus, Judas Priest revient ici à un album plus typique.

## Liste des morceaux
Tous les morceaux sont écrits par Rob Halford, Glenn Tipton et Richie Faulkner.
| No  | Titre                | Durée |
| --- | -------------------- | ----- |
| 1.  | Dragonaut            | 4:26  |
| 2.  | Redeemer Of Souls    | 3:58  |
| 3.  | Halls Of Valhalla    | 6:04  |
| 4.  | Sword Of Damocles    | 4:54  |
| 5.  | March Of The Damned  | 3:56  |
| 6.  | Down In Flames       | 3:55  |
| 7.  | Hell & Back          | 4:46  |
| 8.  | Cold Blooded         | 5:25  |
| 9.  | Metalizer            | 4:37  |
| 10. | CrossFire            | 3:51  |
| 11. | Secrets Of The Dead  | 5:41  |
| 12. | Battle Cry           | 5:18  |
| 13. | Beginning Of The End | 3:51  |

### Titres supplémentaires de l'édition deluxe
| No | Titre          | Durée |
| -- | -------------- | ----- |
| 1. | SnakeBite      | 3:14  |
| 2. | Tears Of Blood | 4:19  |
| 3. | Creatures      | 4:25  |
| 4. | Bring It On    | 3:18  |
| 5. | Never Forget   | 6:25  |

## Formation
- Rob Halford : Chant
- Glenn Tipton : Guitare, Claviers
- Ian Hill : Basse
- Scott Travis : Batterie
- Richie Faulkner : Guitare

### Production
- Production et mixage : Glenn Tipton et Mike Exeter
- Mastering : Dick Beetham
- Artwork : Mark Wilkinson